# John Malkovich
John Gavin Malkovich, ameriški filmski igralec in režiser, * 9. december 1953, Christopher, Illinois, Združene države Amerike.
Malkovich je najbolj poznan po ekscentričnih vlogah v filmih, kot so Nevarna razmerja (1988), Ljudje in miši (1992), Na ognjeni črti (1993), Mary Reilly (1996), Letalo prekletih (1997), Biti John Malkovich (1999) in Preberi in zažgi (2008).
Bil je nominiran dvakrat za oskarja, leta 1985 za najboljšo moško stransko vlogo v filmu Prostori v srcu in leta 1994 za najboljšega stranska igralca v filmu Na ognjeni črti.

## Najpomembnejši filmi
- 1984 Prostori v srcu (Places in the Heart)
- 1984 The Killing Fields
- 1984 True West
- 1985 Death of a Salesmann
- 1985 Eleni
- 1987 Cesarstvo sonca (Empire of the Sun)
- 1988 Nevarna razmerja (Dangerous Liaisons)
- 1991 Sence in megla (Shadows and Fog)
- 1992 Ljudje in miši (Of Mice and Men)
- 1993 Na ognjeni črti (In the Line of Fire)
- 1996 Mary Reilly (Mary Reilly)
- 1997 Letalo prekletih (Con Air)
- 1999 Biti John Malkovich (Being John Malkovich)
- 2002 Ripleyjeva igra (Ripley's Game)
- 2005 Jaz, Kubrick (Colour Me Kubrick)
- 2008 Preberi in zažgi (Burn After Reading)
- 2008 The Great Buck Howard
- 2009 Afterwards